# Ayfer Baykal
Ayfer Baykal (født 22. juli 1976) har siden 2010 været medlem af Københavns Borgerrepræsentation, valgt for Socialistisk Folkeparti. Den 25. maj 2011 blev hun af SF Københavns bestyrelse udpeget til ny teknik- og miljøborgmester efter Bo Asmus Kjeldgaard. Ayfer Baykal er uddannet socialrådgiver.